# ピエロ・ファッシノ
ピエロ・フランコ・ロドリフォ・ファッシノ（Piero Franco Rodolfo Fassino、1949年10月7日 - ）は、イタリアの政治家。下院議員（4期）。
法務大臣（第2次ジュリアーノ・アマート内閣）、外国貿易大臣（マッシモ･ダレマ内閣）、左翼民主主義者書記長（第2代）を歴任。

## 概要
ピエモンテ州トリノ県アヴィリアーナ出身。